# Automobile hybride électrique
Pour les articles homonymes, voir Propulsion hybride et Véhicule hybride.
Une automobile hybride électrique est un véhicule automobile faisant appel à deux types d'énergie embarqués pour se mouvoir, dont l'un est de nature électrique (électrochimique ou électrostatique). L'architecture la plus répandue pour ce type de véhicule hybride associe un moteur électrique à un moteur thermique, généralement à essence.
La nature réversible de la partie motrice électrique permet la récupération d'une partie de l'énergie cinétique du véhicule par freinage régénératif. Le moteur électrique devient alors générateur : en fournissant un couple résistant aux roues il produit de l’électricité, laquelle est stockée dans une batterie d'accumulateurs ou de supercondensateurs.
Les motorisations hybrides impliquent un surplus d'énergie grise pour leur fabrication et un surcoût de plusieurs milliers d'euros. En contrepartie, elles permettent de réduire les émissions directes de CO2 et d'autres polluants par le véhicule de 15 à 25 %, en particulier lorsque utilisées en ville, où la circulation est erratique, ou dans les embouteillages.

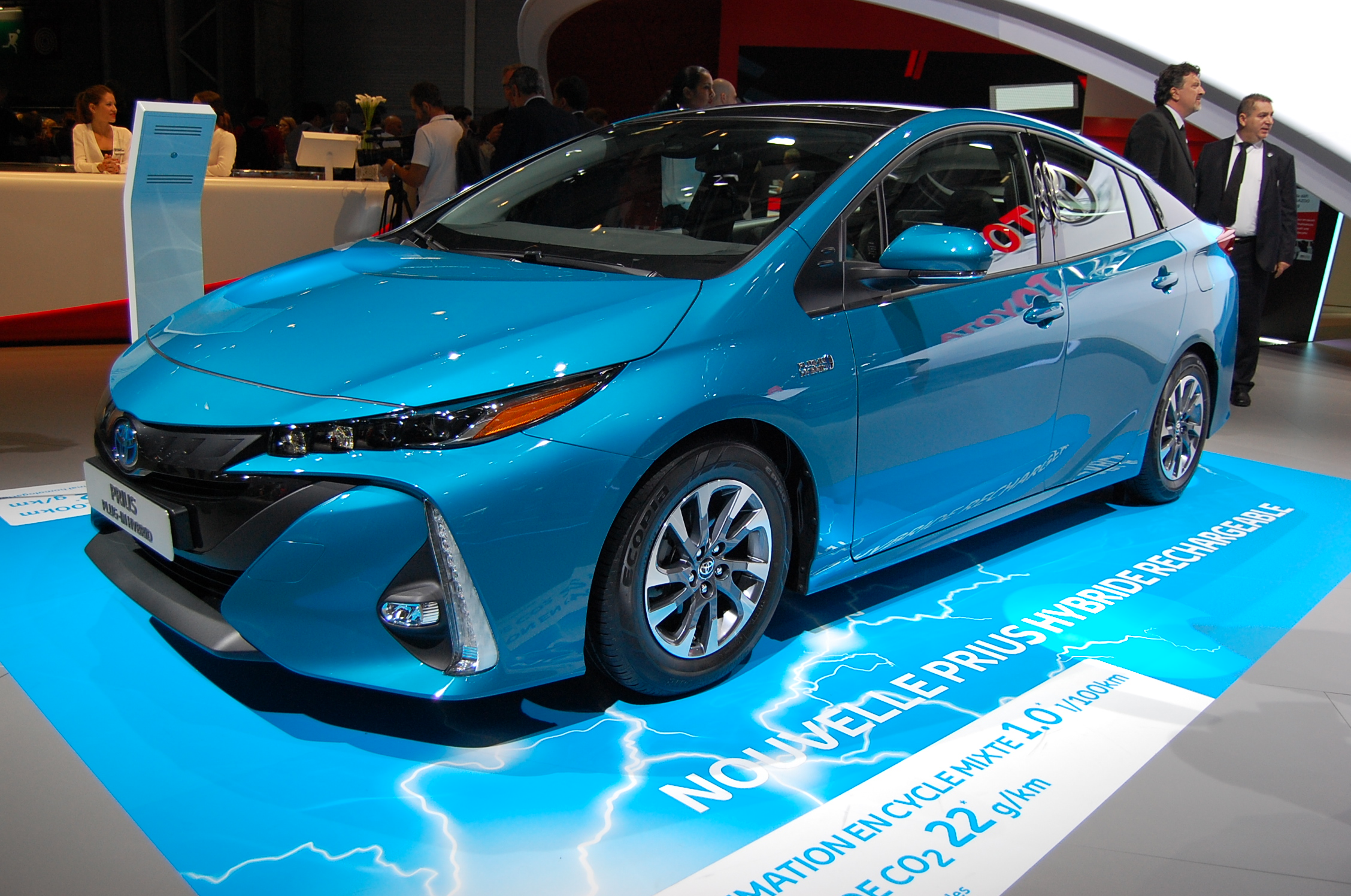
La Toyota Prius est une automobile hybride essence-électricité, équipée du système HSD.

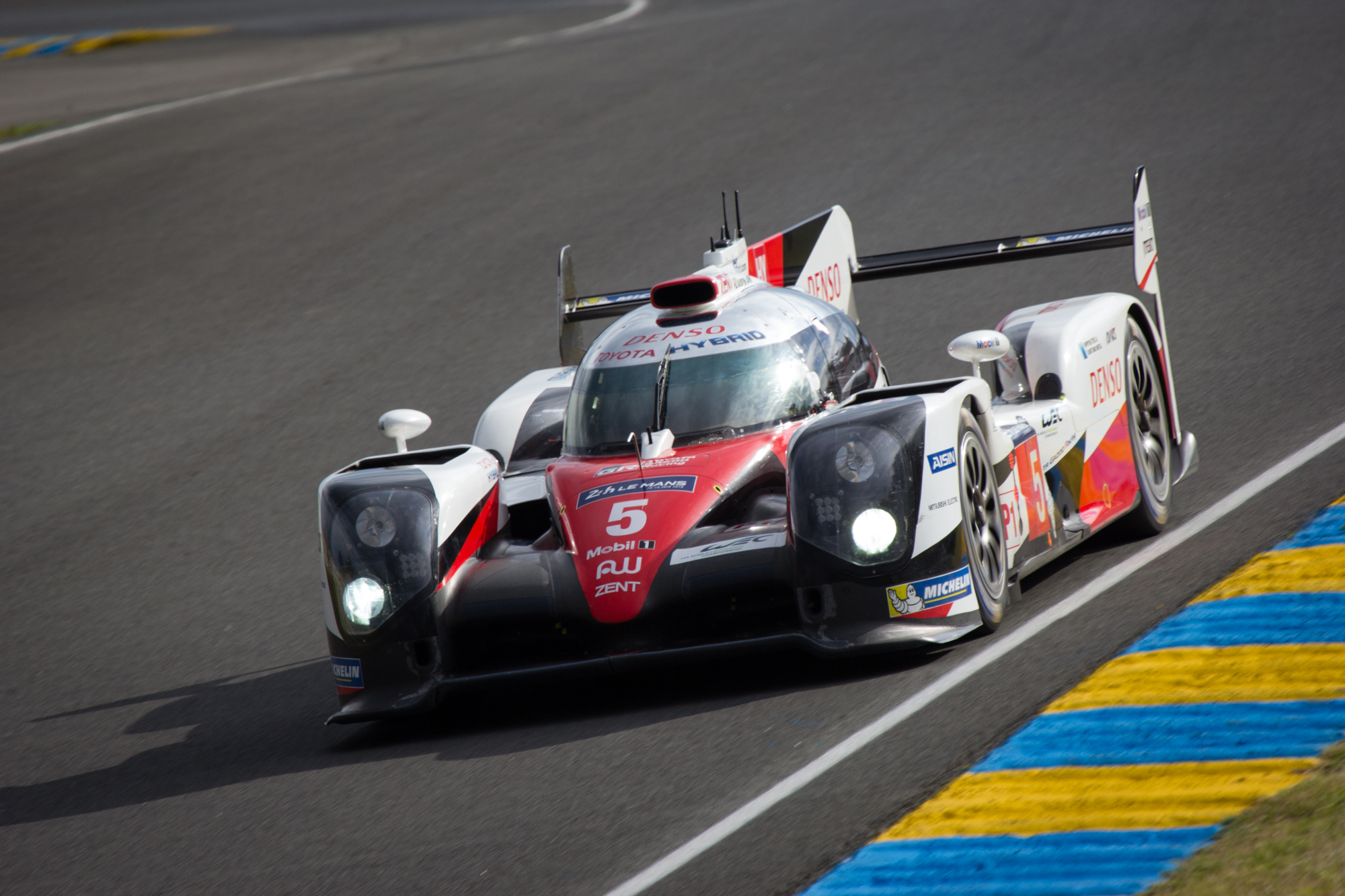
La Toyota TS050 Hybrid, un véhicule hybride de compétition.

## Description

### Familles de véhicules hybrides
Les critères distinguant les différentes familles d'hybrides sont :
- la proportion d'énergie secondaire disponible ;
- le type de technologie secondaire utilisée ;
- la durée de l'intervention du système secondaire (régime transitoire ou permanent) ;
- la nature simultanée ou séquentielle de la cogénération-motrice.

Il existe également d'autres technologies d'hybridation avec pile à combustible, compression de gaz ou volant d'inertie.

### Principe de fonctionnement

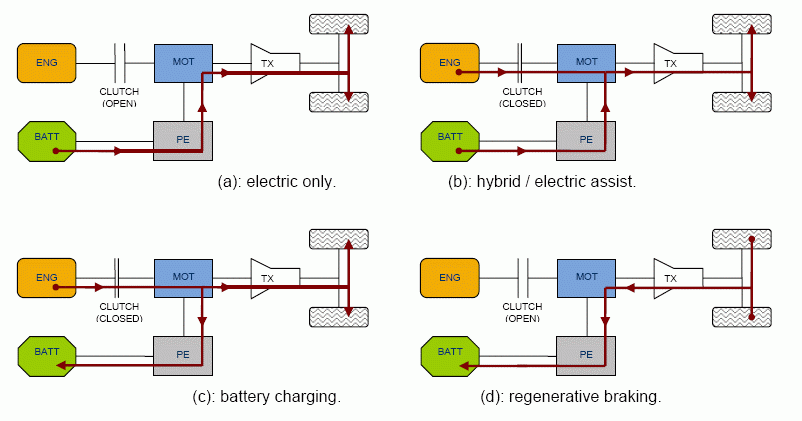
Système full hybrid parallèle :
- ENG = moteur thermique (engine) * Clutch = embrayage * MOT = moteur électrique
- PE = électronique de puissance * BATT = batterie * TX = transmission

Une propulsion hybride électrique consiste à combiner un moteur thermique avec un, ou plusieurs, moteurs électriques, afin de profiter des avantages de chaque type de moteur tout en en limitant les faiblesses : le moteur électrique est très efficace à basse vitesse et souple, ne produit localement aucune pollution de l'air et permet la récupération d'énergie lors des freinages, tandis que le moteur thermique fournit le principal de la puissance, surtout à vitesse stabilisée, avec une bonne autonomie grâce à sa source d'énergie embarquée (le carburant).
Les différentes phases de fonctionnement d'un full hybrid se déroulent comme suit :
- lorsque le véhicule est immobile, les deux moteurs sont à l'arrêt ;
- la mise en mouvement de la voiture est assurée par le moteur électrique seul, jusqu'à une vitesse maximum variant entre 70 et 130 km/h, selon les choix techniques du fabricant et le niveau de charge de la batterie d'accumulateurs ;
- au-delà de ces vitesses, ou lorsqu'une accélération plus forte est demandée, le moteur thermique est démarré pour fournir le supplément de puissance et réduire ou couper l'alimentation du moteur électrique ;
- en cas de demande de puissance importante (forte accélération ou forte pente), les deux moteurs fonctionnent simultanément pour additionner leurs couples moteurs ;
- en phase de décélération ou de descente, le freinage régénératif permet au moteur/générateur électrique de convertir une partie de l'énergie cinétique en énergie électrique, rechargeant la batterie. Ce rôle de frein moteur peut être accru en couplant en outre le moteur thermique aux roues, le forçant à tourner sans injection de carburant et soulageant ainsi encore les freins à friction. Si le freinage électrique seul est suffisant, le moteur thermique est débrayé et arrêté[réf. souhaitée].

La gestion de l'ensemble est confiée à l'électronique embarquée, qui tient compte de l'état de charge de la batterie, de la température du moteur thermique et de celle du catalyseur, des besoins en chauffage et en climatisation et de la pression sur les pédales d'accélérateur et de frein.

### Niveaux d'hybridation
On classe les véhicules hybrides en fonction de l'importance de la partie électrique et de la façon dont elle est combinée avec le moteur thermique. La nomenclature varie selon les sources et les constructeurs ; la plus utilisée est d'origine américaine.
L’hybridation légère (ou micro-hybride, en anglais mild hybrid ou mHEV)Niveau d'hybridation minimal dans lequel, sauf à l'arrêt, le moteur thermique tourne en permanence. Le moteur électrique récupère l'énergie cinétique pendant un freinage ou une descente, le moteur électrique fonctionne alors en générateur et fournit un couple résistant s'ajoutant au frein moteur, jusqu'à ce que la batterie soit pleinement chargée. L'énergie récupérée est stockée dans une batterie d'accumulateurs ou de super-condensateurs et fournit un appoint de puissance pour aider aux démarrages et aux reprises. C'est un stop and start aux fonctionnalités élargies. Ce système est appelé Urban Hybrid chez PSA (concept-car C5 Airscape), et est également développé par BMW ou Ford. Un système analogue, le SREC est utilisé en compétition automobile, notamment en Formule 1. Ce niveau d'hybridation correspond à des puissances de 8 à 15 kW.
L’hybridation classique (ou 100 % hybride, en anglais full hybrid ou HEV, parfois FHEV)Hybridation complète, dans laquelle la voiture peut être entraînée par chaque moteur séparément ou par les deux moteurs ensemble. Ce fonctionnement nécessite une puissance électrique supérieure à 20 kW. Une gestion de la transmission complexe permet toutes les combinaisons. Le pourcentage d'utilisation du moteur électrique dépend de la capacité de la batterie, dont la charge a lieu en roulage ou lors des ralentissements, respectivement par dérivation de puissance du moteur thermique et par récupération de l'énergie cinétique par le moteur électrique. Bien que contradictoires, les appellations « full hybrid » et « 100 % hybride » sont parfois utilisées depuis l'émergence des micro-hybrides pour les distinguer,.
L'hybride rechargeable (en anglais plug-in hybrid ou PHEV)Un véhicule hybride rechargeable peut recharger sa batterie sur le réseau électrique, ce qui permet de l'utiliser en mode tout électrique pour les petits trajets. La configuration peut être série ou parallèle. Ainsi les Chevrolet Volt, Opel Ampera , Toyota Prius III, et Renault Kangoo en version Elect'road (en),  premières utilisatrices de ce système, permettent à leurs utilisateurs de rouler jusqu'à 80 km par jour sans utiliser d'essence, en rechargeant les batteries la nuit. Le moteur thermique est mis en route lorsque les batteries sont épuisées ou au-delà d'une certaine vitesse, allouant jusqu'à 600 km d'autonomie totale.
En 2019, dans l'Union européenne, la part des voitures hybrides dans les immatriculations s'élevait à 7 % (hybrides : 5,9 %, hybrides rechargeables : 1,1 %).
Concernant les véhicules à source d'énergie non-embarquée, raccordés électriquement à une source extérieure (comme les tramways), on parle de traction électrique avec propulsion secondaire.

### Disposition mécanique
La connexion entre les moteurs permet de distinguer différentes technologies et différents modes:

#### Hybride parallèle

##### Hybride parallèle différencié
Ce système consiste à combiner un moteur à combustion interne en traction purement mécanique (moteur et boite de vitesses) sur un essieu et un ou plusieurs moteurs électriques sur un autre essieu de manière indépendante, ces deux motorisations pouvant fonctionner indépendamment ou conjointement. Ce système est celui employé sur la Peugeot 3008 I.
Le concept car Citroën C-Métisse utilisait ce principe, de même que les Peugeot 3008 Hybrid4 et Peugeot 508 RXH hybride (commercialisées depuis début 2012). 

##### Hybride parallèle doublé
Ce système consiste à combiner une motorisation hybride parallèle sur un essieu ainsi qu'une seconde purement électrique sur un autre essieu.
Le premier véhicule à utiliser ce principe en production en série était plus complexe encore, puisque le Lexus RX400h combinait un groupe hybride entraînant les roues avant (Hybrid Synergy Drive|système HSD série-parallèle) et un moteur électrique entraînant les roues arrière. Architecture toujours d'actualité en 2020 sur les 4x4 hybrides de Toyota et Lexus

##### Hybride parallèle simple
L'hybride parallèle comprend deux motorisations, l'une thermique, l'autre électrique, disposées à la suite sur le même arbre moteur et placés devant une boite de vitesses. Ils peuvent être séparés par un embrayage permettant un fonctionnement indépendant du moteur électrique ou être solidaires, ne permettant qu'un fonctionnement combiné du moteur thermique avec le moteur électrique.
On distingue plusieurs modes de fonctionnement :
Le rechargement de la batterie s'effectue de différentes façons :
- au freinage, par récupération de l'énergie (freinage régénératif) ;
- selon les configurations et les conditions de fonctionnement, le surplus de puissance développé par le moteur à combustion interne peut également être transformé par un générateur électrique pour recharger la batterie ;
- de manière externe (hybride rechargeable).

Composants :
1. Moteur à combustion interne (MCI)
2. Embrayage
3. Moteur électrique
4. batterie d'accumulateurs ou de supercondensateurs
5. Boite de vitesses

Exemples de véhicules : la Honda Insight et les hybrides de PSA.

#### Hybride série
L'hybride série utilise uniquement le moteur électrique pour entraîner les roues. Le moteur à combustion interne (MCI) entraîne uniquement un générateur électrique pour former un groupe électrogène qui fournit tout ou partie de l'électricité nécessaire au fonctionnement du moteur électrique, il n'est donc pas relié mécaniquement aux roues motrices.
On distingue plusieurs modes de fonctionnement :
Le moteur électrique propulse le véhicule en étant alimenté uniquement par la batterie, le générateur électrique est éteint.
Lors des phases de freinage, le groupe électrogène est éteint, le moteur électrique freine le véhicule, fonctionnant alors en générateur rechargeant la batterie.
Le rechargement de la batterie s'effectue de différentes façon :
- au freinage par récupération de l'énergie (freinage régénératif) ;
- le groupe électrogène sert aussi à recharger la batterie ;
- de manière externe (hybride rechargeable).

Composants :
1. Moteur à combustion interne (MCI)
2. Générateur électrique
3. Moteur électrique
4. Batterie

Exemples : Les camionnettes VTrux de Via Motors fonctionnent sur ce principe. La Chevrolet Volt (véhicule issu d'un concept-car dont la commercialisation a débuté en décembre 2010 aux États-Unis) est une hybride rechargeable qui fonctionne la plupart du temps en mode série.

#### Hybride série-parallèle

Transmission type THS ou HSD

Combinaison plus complexe des deux solutions. Les mouvements et puissances des moteurs thermique et électriques sont combinés de la manière la plus efficace selon les conditions de roulage et de fonctionnement du véhicule.
Par exemple, avec un train épicycloïdal reliant les différents moteurs, autorisant des vitesses et des sens de rotation différentes pour les moteurs, les automobiles hybrides équipées du système Hybrid Synergy Drive et ses dérivés utilisent ce principe : Toyota Hybrides, Nissan Altima Hybride, Lexus hybrides, Ford hybrides.

#### SystèmeStop & Start
Tout véhicule à moteur thermique peut en outre être équipé d'un système de coupure et redémarrage automatiques de celui-ci lorsque le véhicule s'immobilise. Sur les modèles non hybrides, l'alternateur et le démarreur d'une voiture classique sont alors remplacés par un alterno-démarreur ou seulement par un démarreur renforcé requérant une batterie assez puissante dont la durée de vie est réduite. Bien que parfois présenté sous le terme de « micro-hybride », ce moteur électrique ne peut être utilisé pour le déplacement du véhicule, faute d'une conception adaptée et de sa faible puissance. Ces techniques permettent cependant une optimisation du fonctionnement du groupe propulseur ou des accessoires électriques et peuvent même incorporer un système de récupération de l'énergie cinétique. L'appartenance de ces véhicules à la famille des hybrides fait débat.

#### Freinage régénératif
Sur la plupart des véhicules électriques ou hybride-électriques, la batterie d'accumulateurs électrochimiques ou de supercondensateurs permet de stocker de l'énergie récupérée lors du freinage ou du contrôle de vitesse en descente, par freinage régénératif. Cette énergie est utilisée ultérieurement par la traction ou les accessoires.

## Publicité pour les véhicules hybrides électriques

### En France
Pour mémoire, la publicité est une forme de communication de masse, dont le but est de fixer l'attention d'une audience cible (consommateur, utilisateur, usager, électeur, etc.) afin de l'inciter à adopter un comportement souhaité : achat d'un produit, élection d'une personnalité politique, incitation à l'économie d'énergie, etc.

#### Argument 1: véhicules hybrides sont souvent vendus comme étant "économes en carburant"
Les véhicules hybrides sont souvent vendus comme étant "économes en carburant", avec des consommations de l’ordre de 1 à 3 L/100 km, notamment pour les hybrides rechargeables.
En conduite urbaine, les économies de carburant sont réelles, en particulier pour les hybrides simples (HEV) et rechargeables (PHEV), qui utilisent souvent l'énergie électrique pour les trajets courts ou les arrêts fréquents. Cela peut entraîner des économies de carburant importantes par rapport à un véhicule thermique classique.
Toutefois, ces chiffres dépendent largement du comportement du conducteur. Pour les hybrides rechargeables, l'avantage en termes de consommation dépend de la fréquence de recharge. Si le véhicule n'est pas régulièrement rechargé ou utilisé principalement sur autoroute, la consommation de carburant peut être similaire, voire supérieure à celle d'un véhicule thermique classique.
La Commission européenne a publié, en mars 2024, le résultat d’une très large étude réalisée sur la base d'un échantillon de 600 000 véhicules, la première de son genre. Celle-ci permet de conclure avec certitude que les voitures hybrides rechargeables sont nocives pour l’environnement et la santé car elles consomment en réalité 3,5 fois plus que les données officielles fournies par les constructeurs.

#### Argument 2: réduction des émissions de CO2
Les constructeurs affirment souvent que les véhicules hybrides, notamment les hybrides rechargeables (PHEV) et les hybrides simples (HEV), réduisent considérablement les émissions de CO2 par rapport aux véhicules thermiques classiques. Ils mettent en avant des émissions "à partir de 30 g/km" pour certains modèles hybrides rechargeables.
En ville et à basse vitesse, les hybrides peuvent effectivement réduire les émissions car ils roulent souvent en mode 100 % électrique sur de courtes distances. C’est notamment vrai pour les hybrides rechargeables, qui, avec une batterie bien chargée, peuvent parcourir plusieurs dizaines de kilomètres sans utiliser le moteur thermique.
Mais les émissions "réelles" en cycle complet (urbain, périurbain, autoroute) peuvent être plus élevées que les chiffres annoncés par les constructeurs. Cela est dû au fait que, lorsque la batterie est vide ou lors de longs trajets à haute vitesse, le moteur thermique prend le relais et consomme parfois davantage qu’un moteur diesel moderne. Selon certaines études (par exemple celles de l’ICCT – International Council on Clean Transportation), les hybrides rechargeables peuvent, en conditions réelles, émettre bien plus que les chiffres officiels, surtout si le conducteur ne recharge pas régulièrement la batterie.

#### Argument 3: Autonomie électrique (pour les hybrides rechargeables)
Les véhicules hybrides rechargeables sont souvent promus pour leur capacité à rouler entre 40 et 60 km en mode tout électrique, ce qui est suffisant pour de nombreux trajets quotidiens en ville sans utiliser de carburant.
Ceci est Vrai en théorie, mais dépend fortement de l'utilisation et de la capacité de la batterie. Si le conducteur fait majoritairement des trajets courts et recharge régulièrement la voiture, cela peut permettre de réduire considérablement la consommation de carburant.
En pratique, l'autonomie électrique réelle est souvent inférieure à celle annoncée, notamment en hiver ou si la voiture est conduite dans des conditions moins optimales (autoroutes, routes en pente, forte utilisation des accessoires comme la climatisation). De plus, une fois la batterie vide, le véhicule fonctionne comme une voiture thermique ordinaire, ce qui annule les avantages environnementaux et économiques.

#### Argument 4: confort de conduite et silence
Les hybrides sont souvent présentés comme offrant une conduite plus douce et silencieuse, en particulier en mode électrique, ce qui améliore l'expérience utilisateur en ville.
En mode électrique pur, les véhicules hybrides sont effectivement très silencieux et offrent une conduite fluide sans les vibrations habituelles des moteurs thermiques. Cela se ressent particulièrement dans les embouteillages ou à basse vitesse en ville.
Toutefois, ce confort dépend de la capacité de la batterie et du type de trajet. Lors de longs trajets ou lorsque la batterie est vide, le moteur thermique prend le relais et le confort sonore peut alors diminuer, notamment si le moteur thermique est sous forte charge (par exemple sur autoroute). Certains utilisateurs ont également mentionné un bruit de moteur désagréable lorsque celui-ci se met brusquement en route pour soutenir les performances électriques en montée ou lors de fortes accélérations.

#### Conclusion
Les véhicules hybrides offrent effectivement certains avantages, notamment en conduite urbaine. Cependant, l’efficacité des arguments publicitaires peut être limitée selon les conditions de conduite et les politiques environnementales à venir. Les consommateurs doivent évaluer leur profil de conduite et les perspectives de changement de réglementation pour estimer l’intérêt d’un véhicule hybride par rapport à des alternatives électriques ou thermiques.

## Histoire

### XIXesiècle

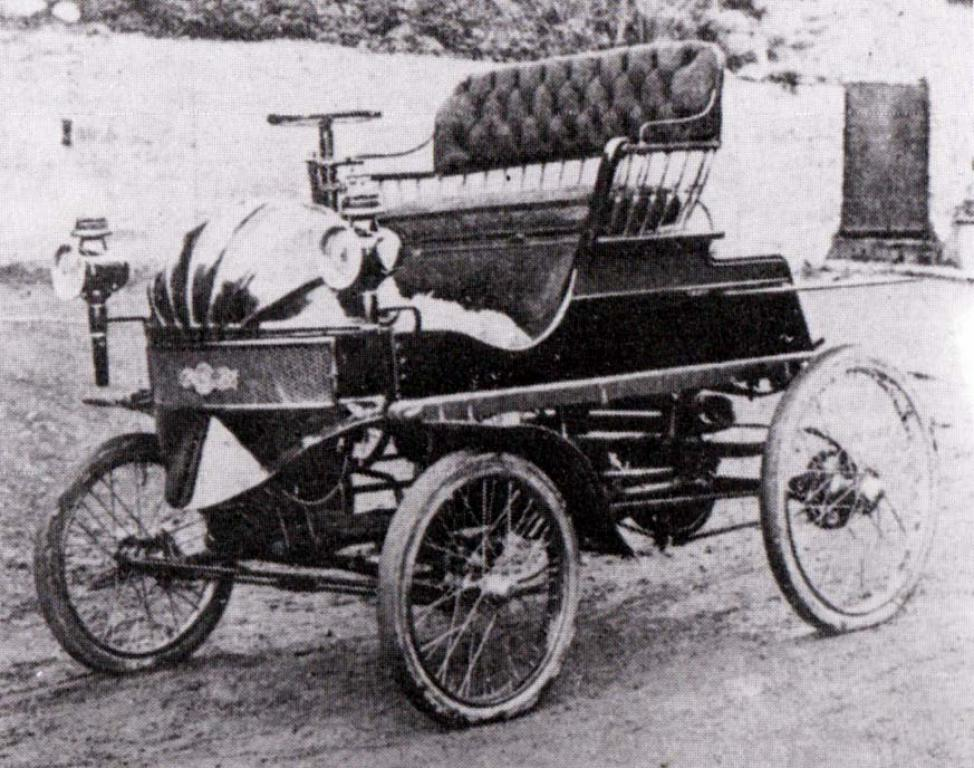
Automobile Pieper en 1900 avec une propulsion essence-électrique.

En 1894, Paul Pouchain, un inventeur lillois conçoit une voiture avec un moteur à essence sous le capot et des moteurs électriques.
En 1899, une autre automobile de ce type est présentée par les Établissements Pieper (de), de Liège. Étonnamment similaire dans ses caractéristiques aux hybrides modernes, elle utilise un moteur à pétrole de 3,5 chevaux qui entraîne directement les roues. Sur l'arbre de transmission, en amont d'une boîte de vitesses à engrenages à deux rapports avec embrayage, est intercalée une dynamo, selon le principe de l'hybride parallèle. Le moteur fonctionne toujours à pleine charge, la dynamo permet la charge d'accumulateurs, pour un poids de seulement 25 kg. Lorsque la tension de la dynamo est supérieure à celle de la batterie, celle-ci est chargée, sinon le courant électrique s’inverse et la dynamo se comporte alors comme un moteur électrique. La puissance de l'ensemble moteur-dynamo peut alors atteindre 6 ch.

### XXesiècle

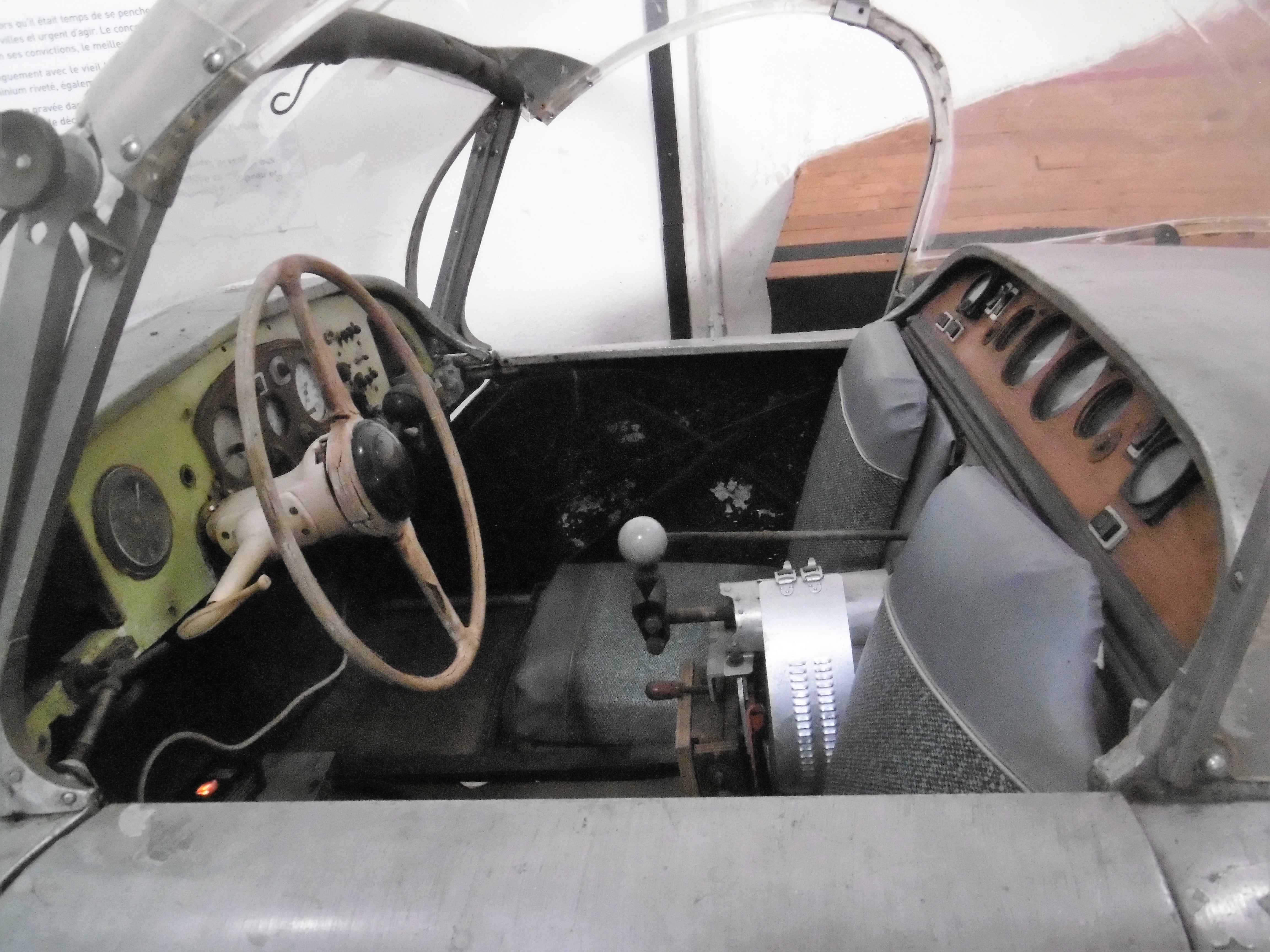
La Velo Gonnet : deux tableaux de bord pour deux motorisations.

Plusieurs constructeurs se lancent, pendant la première décennie du vingtième siècle, dans ce qui est alors appelé l'automobile mixte, ou pétroléo-électrique, dont la Lohner-Porsche mixte, créée par Ferdinand Porsche en 1900 pour Ludwig Lohner (de), ou les Auto Mixte fabriquées sous la marque GEM par Léonce Girardot. Aucun de ces coûteux modèles ne rencontrant le succès, la technologie disparaît avec la Première Guerre mondiale.
Auguste Gonnet construit cependant en 1952 un prototype « Velo Gonnet » comportant deux tableaux de bord pour deux motorisations.
Il faut attendre plus de 80 ans pour la mise sur le marché, en grande série, de la Toyota Prius, fin 1997 au Japon, dans une version commercialisée uniquement dans l'archipel. La troisième version de la Prius (modèle NHW20) recevra le titre européen de voiture de l'année en 2005[réf. souhaitée].
Le coupé deux-places Honda Insight, sorti en 1999, est exporté aux États-Unis et dans quelques autres pays, mais pas en France. Sans approcher le succès de la Prius, Honda commercialise depuis également une version hybride dite IMA de la Honda Civic.

### XXIesiècle
En raison de la crise du pétrole et des contraintes écologiques, de nombreux constructeurs automobiles annoncent des programmes de recherche importants dans ce domaine, notamment General Motors, qui s'associe avec Mercedes et BMW, Ford ayant acquis la technologie de Toyota de première génération, et plus récemment[Quand ?] PSA qui s'associe à divers grands équipementiers pour réaliser la première voiture hybride Diesel-électrique, dans le cadre d'un important programme de développement soutenu par l'Agence de l'innovation industrielle[réf. nécessaire].
En mars 2003, Toyota commercialise une version hybride-Diesel de son utilitaire, le « Toyota Dyna Diesel hybrid ».
En 2007, Toyota Motorsport remporte avec sa Camry Hybride plusieurs prix d'importance dans le monde automobile, l'Association des journalistes automobiles du Canada ayant octroyé à la Camry Hybride 2007 les titres de « voiture canadienne de l'année » et de « meilleure voiture familiale de plus de 30 000 $ CAN » et l’association canadienne des automobilistes, le prix Pyramide 2007 CAA pour des initiatives environnementales[réf. nécessaire].
En 2008, Toyota vend un million d'exemplaires de sa Prius. Lexus, la marque haut de gamme de Toyota, commercialise des berlines et un 4x4 hybride, le RX400h, qui rencontre un certain succès malgré son prix élevé.
D'autres constructeurs vendent également des modèles hybrides, mais avec des parts de marché marginales (Mazda, General Motors, Renault...). En France, Renault produit quelques milliers de Kangoo hybrides.
En 2011, le constructeur français Peugeot adopte pour sa motorisation HYbrid4 une position originale, en reprenant la structure existante d'un véhicule à traction Diesel pour y ajouter deux moteurs électriques sur les roues arrière, permettant un fonctionnement en trois modes différents : traction classique Diesel ; hybride quatre roues motrices ; propulsion électrique.
En 2016, Chrysler met en vente le tout premier monospace hybride, le Pacifica.
En 2018, Honda prévoit la sortie de son véhicule hybride Honda Clarity qui présente la plus forte autonomie de conduite en mode tout électrique, jusqu'à 76 km. Le constructeur vise à ce que les véhicules électriques représentent les deux tiers de ses ventes automobiles mondiales d'ici 2030.
Une expérimentation menée à Londres, de 2017 à 2019, avec 20 fourgonnettes hybrides rechargeables (Ford Transit) équipées d'un prolongateur d'autonomie, a montré que la flotte a fonctionné en mode électrique sur 75 % de son kilométrage dans le centre de Londres, et à 49 % dans l’agglomération ; la moyenne de consommation d’essence s’établit à 3,3 litres au 100 km, pour 75 grammes de CO2 émis au kilomètre ; les émissions de CO2 et de polluants sont donc fortement réduites. Cologne, en Allemagne, et Valence, en Espagne, ont déjà été sélectionnées pour des programmes similaires.
En 2019, 18 582 véhicules hybrides ont été vendus et/ou achetés en France.
En 2021, du fait de l'électrification des véhicules en Europe, les ventes de véhicules hybrides ont dépassé celles de véhicules Diesel.

### Perspectives
Le constructeur japonais Toyota prévoit de supprimer les moteurs à combustion traditionnelle de sa gamme d'ici 2050, alors qu'ils représentaient encore 86 % de ses ventes en 2014. Dans son plan de réduction des émissions de CO2, publié en octobre 2015, il annonce qu'en 2050 les émissions moyennes de CO2 de ses nouveaux véhicules seront réduites de 90 % par rapport à celles de 2010. D'ici 2020, il espère atteindre un volume cumulé de quinze millions de modèles hybrides dans le monde et être en mesure de vendre à cette date au moins 30 000 véhicules alimentés par une pile à combustible par an.

## Statistiques de ventes
En 2019, dans l'Union européenne, la part des voitures hybrides dans les immatriculations s'élevait à 7 % (hybrides simples : 5,9 %, hybrides rechargeables : 1,1 %). Les pays ayant immatriculé les plus grands nombres d'hybrides simples en 2019 sont l'Allemagne (108 629 voitures, 3,0 %), le Royaume-Uni (72 766 voitures, 3,1 %), les Pays-Bas (66 801 voitures, 15,0 %), la France (61 356 voitures, 2,8 %) et la Suède (40 404 voitures, 11,3 %).
| Type                   | 2014    | 2015    | 2016    | 2017    | 2018    | 2019      | Part de marché 2019 |
| ---------------------- | ------- | ------- | ------- | ------- | ------- | --------- | ------------------- |
| Hybrides simples       | 176 525 | 218 755 | 278 729 | 426 769 | 598 462 | 896 785   | 5,9 %               |
| Hybrides rechargeables | 32 441  | 88 862  | 92 155  | 120 416 | 152 830 | 174 103   | 1,1 %               |
| Total                  | 208 966 | 307 617 | 370 884 | 547 185 | 751 292 | 1 070 888 | 7,0 %               |

En 2013, les ventes de voitures hybrides ont connu une forte progression en France, selon l'association Avere : elles ont quasiment doublé, atteignant 41 389 unités sur un peu moins de 1,8 million de voitures neuves écoulées dans l'Hexagone, soit 2,3 % du marché, dont 28 676 dotées d'une motorisation essence-électrique, principalement des Toyota japonaises, et 12 713 équipées d'une motorisation Diesel-électrique (Peugeot et Citroën surtout, mais aussi Mercedes, Volvo...). « La France reste le leader des ventes de véhicules électriques et hybrides en Europe », selon cette association pour la promotion de véhicules propres. En 2014 le journal La Tribune affirme qu'en 2020, le parc roulant des électriques et hybrides (voitures particulières et véhicules utilitaires légers) en France devrait dépasser les 800 000 véhicules.
Sur les neuf premiers mois de 2015, les ventes de voitures hybrides en France ont progressé de 41 %, à 43 554 unités, et celles d'hybrides rechargeables ont triplé mais restent faibles, à 3 571 unités.

## Incitations financières
Au Canada, un remboursement en espèces sur plusieurs modèles écoénergétiques a existé au niveau fédéral du 20 mars 2007 au 1er janvier 2009.
En France, un bonus-malus écologique d'au moins 2 000 euros était accordé début 2008 pour l'achat de la plupart des véhicules hybrides. Ce bonus a été porté à 4 000 euros pour les véhicules hybrides rechargeables en 2015, puis ramené par le projet de loi de finances 2016 à 1 000 euros pour les hybrides rechargeables et à 750 euros pour les hybrides non rechargeables. Ces bonus ont été supprimés en 2017 : les volumes de ventes de voitures concernées augmentent et le gouvernement a souhaité diminuer le coût de ces subventions ; en outre, l'hybride devient une technologie plus mature, elle a donc moins besoin du soutien de la puissance publique.

## Avantages et inconvénients
Les émissions directes de CO2 par le véhicule, en 2020 selon les mesures des procédures d'essai WLTP, peuvent être réduites de 5 % avec le mild hybrid et de 30 % avec le full hybrid[réf. nécessaire]. L'hybride rechargeable permet un gain de 65 %[réf. nécessaire]. À titre de comparaison, le véhicule tout électrique peut théoriquement réduire de 100 % ses émissions directes de CO2.

### Avantages

#### Consommation réduite
Selon le type d'utilisation (urbain/autoroute) et de conduite (économe/sportive), la motorisation hybride permet de diminuer de 10 à 25 % la consommation moyenne des véhicules[réf. à confirmer],, suivant le niveau d'hybridation, le modèle et l'utilisation qui en est faite. La conduite urbaine offre ainsi les meilleurs gains, par son irrégularité et les faibles vitesses atteintes, alors que la conduite autoroutière offre les plus faibles, du fait des vitesses élevées et régulières,,. En cas d'embouteillage l'usage d'un véhicule hybride est de nouveau intéressant, à la différence des véhicules Diesel.
Une fois l'énergie grise des équipements hybrides amortie, la motorisation hybride est donc particulièrement intéressante en ville, notamment pour les taxis, qui peuvent rapidement amortir le surcoût initial,. Elle commence à être appliquée aux autobus et camions aux États-Unis, en Europe et au Japon[réf. souhaitée].

#### Pollution de l'air
L'hybridation est à l'origine d'importants progrès, dans les années 2000, en réduction d'émissions de polluants.[évasif]

#### Émissions de gaz à effet de serre
L'hybridation permet de réduire les émissions locales de gaz à effet de serre, proportionnelles à la consommation de carburant, tandis que le freinage régénératif évite le rejet d'une grande partie des polluants dus au freinage par friction. Selon l'Association des constructeurs européens d'automobiles (ACEA), l'hybridation légère (mild hybrid) réduit les émissions de CO2 de 10 à 20 %, l'hybridation complète (full hybrid) de 20 à 40 % et les émissions des hybrides rechargeables sont réduites de 50 à 75 %.

#### Nuisances urbaines
De nombreuses nuisances urbaines, dues en bonne partie à la circulation routière, peuvent être atténuées par l'utilisation de véhicules hybrides, particulièrement efficaces en ville. Peuvent ainsi être réduits la pollution aérienne déjà mentionnée, le phénomène d'îlot de chaleur, le smog et la pollution sonore. Ces bénéfices sont encore renforcés par les systèmes à bord, qui encouragent à l'écoconduite pour tirer le meilleur parti de l'hybridation. Du reste, certaines villes restreignent déjà leur entrée aux véhicules les moins polluants lors de pics de pollution.

#### Autonomie
L'avantage de l'hybride sur l'électrique est que son autonomie n'est pas limitée par la capacité et le temps de recharge de la batterie. En effet, un véhicule hybride électrique est similaire de ces points de vue à un modèle essence classique, dont le plein est effectué rapidement, tandis que les batteries électriques doivent être soit longuement rechargées, soit échangées. Les véhicules électriques avec moteur thermique prolongateur d'autonomie ne présentent pas cet inconvénient et présentent l'avantage que le moteur thermique peut fonctionner exclusivement à son régime de rendement maximum.
On peut toutefois difficilement comparer la consommation et l'autonomie des automobiles hybrides et électriques. Pour les premières, il s'agit d'une motorisation thermique optimisant l'usage du carburant en produisant leur électricité, tandis que les secondes reçoivent principalement leur énergie électrique d'une source extérieure au véhicule ; enfin, les hybrides rechargeables (PHEV) combinent les deux principes.

### Inconvénients
Les véhicules hybrides présentent les inconvénients suivants.

#### Émissions deCO2
En septembre 2020, l'Institut Fraunhofer et le Conseil international sur le transport propre (ICCT) publient les résultats de l'analyse de données sur l'utilisation réelle de plus de 100 000 voitures hybrides rechargeables en Europe, Amérique du Nord et Chine : en moyenne, la consommation de carburant et les émissions de CO2 sont deux fois plus élevées dans l'usage réel des automobilistes particuliers que les valeurs mesurées dans les tests standards des constructeurs ; dans le cas des véhicules d'entreprises, les valeurs réelles sont quatre fois supérieures aux valeurs officielles. La raison en est que souvent les voitures hybrides rechargeables ne sont pas rechargées régulièrement ; par exemple, les utilisateurs privés allemands ne les rechargent en moyenne que trois jours sur quatre, et ceux de voitures d'entreprise un jour sur deux. En moyenne, les véhicules hybrides rechargeables des particuliers ne fonctionnent en mode électrique que 37 % de leur kilométrage, et les véhicules d'entreprise 20 %. Les auteurs font une série de recommandations, par exemple que les constructeurs accroissent la capacité des batteries, que les gestionnaires de flottes d'entreprise limitent les budgets alloués aux cartes de carburant, qu'ils facilitent l'accès aux points de recharge et abaissent leur tarif.
La Fédération européenne pour le transport et l'environnement (T&E) publie le 23 novembre 2020 une étude comparant la production de CO2 en situation réelle et celle affichée par les constructeurs. Les tests effectués sur les modèles les plus récents confirment qu'ils émettent beaucoup plus de CO2 que ne le prétendent les constructeurs : l'écart s'élève entre 28 et 89 % avec une batterie chargée à plein, et avec une batterie vide, ils émettent trois à huit fois plus de CO2 que les valeurs officielles ou même 12 fois plus en mode recharge de batterie. T&E en conclut que les gouvernements devraient mettre fin aux subventions à l'achat et aux allégements fiscaux pour les hybrides rechargeables.
Toyota défend en 2019 sa technologie hybride avec des arguments polémiques, insistant sur l’hybride « qui ne se branche pas », « se recharge en roulant » ou « auto-rechargeable ». L’autorité de protection des consommateurs norvégienne, la Forbrukerrådet, somme Toyota d’interrompre la diffusion des publicités invoquant le « self-charging » (« auto-recharge »), estimant qu'« il est trompeur de donner l’impression que l’alimentation de la batterie hybride est gratuite, car l’électricité produite par la voiture a pour condition nécessaire la consommation d’essence » et que ces campagnes constituent une « pratique commerciale déloyale en violation de l’interdiction [prévue par la loi norvégienne] ».

#### Surcoût
L'hybridation implique une redondance des systèmes de propulsion, dont le prix peut atteindre plusieurs milliers d'euros. Seuls les modèles présentant un bon rapport consommation/surcoût seraient donc rentables, en fonction de l'utilisation qui en est faite et de leur catégorie.

#### Pollution et ressources naturelles
Bien que moins polluants à l'utilisation, les systèmes hybrides sont d'une fabrication plus complexe, qui représente une énergie grise initiale conséquente, des procédés polluants et une consommation de ressources naturelles accrue.
Selon Patrick Coroller, directeur Air et Transport de l'Agence de l'environnement et de la maîtrise de l'énergie (Ademe), une institution française dépendant du ministère de l’Écologie, « les solutions hybrides ne sont pas pertinentes et ne soutiennent pas la comparaison par rapport aux dernières générations de véhicules purement électriques utilisant des batteries à haute capacité de stockage »[réf. incomplète][réf. à confirmer]. Toujours selon lui, « les solutions d'hybride essence et à plus forte raison Diesel ne sont pas adaptées aux marchés des prochaines décennies et, sur un plan environnemental, seule la voie de l'hybride rechargeable mérite un soutien à condition de maintenir une origine très majoritairement non polluante de l'électricité ».
Plus généralement, les voitures hybrides renferment une technologie complexe. En cela, elles s'éloignent de la sobriété énergétique qu'exige un développement durable, à l'opposé de la voiture low-tech.

#### Ressources en lithium
La disponibilité du lithium, utilisé dans les batteries de type lithium-ion, posera problème si le nombre de véhicules hybrides ou purement électriques doit être très élevé. Ainsi, le cabinet Meridian International Research estimait en 2007 que les réserves ne suffiraient pas même au remplacement initial du parc mondial de voitures par des modèles dotés de batteries importantes,.

#### Surpoids
Le supplément de masse des batteries et des moteurs électriques induit une consommation d'énergie supplémentaire, essentiellement durant les phases d'accélération, mais aussi en côte.

#### Entretien
Suivant leur conception, l'architecture complexe de la gestion des moteurs et de la transmission peut nécessiter plus d'entretien à long terme ; pour d'autres, de conception plus optimisée, l'entretien est réduit.

#### Durée de vie des batteries
Les batteries ayant une durée de vie de huit à dix ans, il faudrait prévoir de les remplacer en cas d'utilisation prolongée du véhicule hybride, ce qui entraînerait un surcoût de maintenance. Certaines marques proposant les systèmes hybrides garantissent spécifiquement la batterie du système hybride, sur dix ans pour les systèmes HSD de Toyota (Yaris, Auris, Prius, etc.) en France, huit ans et kilométrage illimité pour les Honda Civic IMA produites avant 2010, puis cinq ans ou 100 000 kilomètres pour les modèles produits par la suite. D'autres marques proposent une location des batteries.

#### Perte d'autonomie par temps froid
Les batteries étant sensibles aux variations de température, un véhicule hybride stationnant par une température négative voit sa batterie perdre jusqu’à un quart de sa capacité, réduisant temporairement l'autonomie du véhicule (utilisation du chauffage, performance des batteries réduite par temps froid).

#### Intérêt par rapport au Diesel
Certains constructeurs comme PSA Peugeot Citroën ont avancé le fait que l'économie en carburant permise par la technique hybride pour des véhicules à essence était proche de celle du passage de l'essence au gazole, et qu'elle n'était donc pas intéressante pour eux sur les marchés ayant fait le choix d'un fort taux d'utilisation de moteurs Diesel comme l'Europe. Cet argument omet l'impact des émissions supérieures de NOx et de particules fines (imbrûlés) des moteurs Diesel. PSA, comme d'autres fabricants, a commercialisé en 2011 un hybride Diesel, le Peugeot HYbrid4, dans le but de réduire les émissions de CO2, ce qui réduit les émissions de NOx sans les supprimer[réf. nécessaire].